# 北京小檗
北京小檗（学名：Berberis beijingensis）为小檗科小檗属的植物，其种加词“beijingensis”意为“北京的”。中国特有植物。分布在中国大陆的山东、河北等地，生长于海拔100米的地区，见于山坡灌丛中，目前尚未由人工引种栽培。